# Heiko Butscher
Pour les articles homonymes, voir Heiko.
Heiko Butscher est un footballeur allemand né le 28 juillet 1980 à Leutkirch im Allgäu en Allemagne.

## Palmarès
- SC Fribourg
  - Vainqueur de la Bundesliga 2 en 2009.